# Izobenzofurán
Az izobenzofurán kondenzált benzol- és furángyűrűből álló heterociklusos szerves vegyület, a benzofurán izomerje.  
Rendkívül reakcióképes, gyorsan polimerizálódó vegyület, azonban kimutatták és előállították megfelelő anyagok hőbontásával és alacsony hőmérsékleten történő csapdázással.
Noha maga az izobenzofurán nem stabil, számos, bonyolultabb szerkezetű anyag alapvegyülete.

## Fordítás
Ez a szócikk részben vagy egészben  az   Isobenzofuran című angol Wikipédia-szócikk ezen változatának fordításán alapul.  Az eredeti cikk szerkesztőit annak laptörténete sorolja fel. Ez a jelzés csupán a megfogalmazás eredetét és a szerzői jogokat jelzi, nem szolgál a cikkben szereplő információk forrásmegjelöléseként.